# Хънчещки район
Хънчещки район е един от 32-та района на Молдова. Площта му е 1484 квадратни километра, а населението – 103 784 души (по преброяване от май 2014 г.). Намира се в часова зона UTC+2. Пощенският му код е 269, а МПС кодът HN.